# エストニア民族主義

エストニアの国旗

エストニア民族主義は、エストニアの人々を代表して、アイデンティティ、統一、自由、独立を達成し、維持するための思想運動を指す。この運動は、エストニア人の単一の故郷「エストニア」を持ち、共通のエストニア文化、祖先の神話や記憶、共通の経済、そして全ての構成員に対する共通の法的権利と義務を共有する人々としてのエストニア民族によって推進されている。

## 19世紀におけるエストニア民族アイデンティティの台頭
エストニア民族主義は19世紀前半に台頭し、これは18世紀後半から19世紀初頭にかけてのエストフィリア運動の影響を大きく受けた。この運動では、バルト・ドイツ人の学者たちがヨーロッパ啓蒙思想に影響を受け、エストニアの農民の文化や言語の記録と促進に取り組んだ。
初期のエストニア民族主義は、強力な大衆運動へと成長し、19世紀中頃には「エストニア民族覚醒」により、エストニアの民族アイデンティティが明確に形成され始めた。この時期、人々は急速にエストニア語の新聞や文化活動、中等教育にアクセスできるようになり、民族意識が高まった。
エストニア民族主義の重要な人物の一人がカール・ロバート・ヤコブソンである。19世紀後半、ヤコブソンはエストニア語の印刷媒体や教育の促進に大きく貢献し、エストニア・アレクサンデル学校の主要なスポンサーの一人であった。しかし、政治的にはしばしば誤解され、対立者により誤って伝えられることが多く、農民の間では人気があったものの、エストニアの他の層からはほとんど支持を得られなかった。
もう一人のエストニア民族主義における重要人物が、詩人リディア・コイドゥラである。彼女は19世紀の時点で、すでに独立し主権を持つエストニアのアイデアを発信していた。彼女の詩集『エマヨエの夜鶯』は、エストニアで聖書に次いで、二番目に多く印刷された書籍となり、20世紀初頭にはほぼすべてのエストニアの家庭にこの本があった。彼女はエストニア人の文化復興と国民意識の象徴的存在となった。
エストニア民族主義運動は、1917年のロシア帝国崩壊後、最終的にエストニア独立宣言と1918年の独立した民主国家のエストニア共和国の設立に繋がった。1918年2月24日にエストニア共和国が宣言され、1918年から1920年のエストニア独立戦争によってその独立が確保された。1940年6月、エストニアはスターリン主義のソビエト連邦に侵略・占領され、全体主義国家と恐怖政治が導入された。1941年にナチス・ドイツとソビエト連邦の間で戦争が勃発すると、多くのエストニア民族主義者は再び独立を果たす機会があると考え、ドイツの占領行政や軍事部隊と協力した。しかし、ドイツの現地住民への扱いがその期待に早々に終止符を打った。
森林兄弟団は、エストニア民族主義者のゲリラ部隊の一部で、最初は1941年に赤軍とソビエト占領当局に対抗して武装し、その後1944年のソビエト再占領後も武装抵抗を続けた。エストニアの反ソゲリラ部隊には、エストニア人以外にもイングリア人、ラトビア人、ロシア人、ユダヤ人が含まれていた。第二次世界大戦後も数年間にわたり、エストニア民族主義者のゲリラ戦士たちは、エストニアにおけるスターリン主義ソビエト政権に対する軍事行動を展開した。多くのゲリラ部隊のメンバーは、自分たちをエストニア人の武装した一派であり、エストニア独立のための闘争における一翼と見なしていた。
エストニアの森林兄弟団は、エストニアの歴史と独立の追求において象徴的かつ重要な役割を果たしており、ソビエトおよび現在のロシアの歴史学では違法な反乱分子やテロリスト集団と見なされている。
エストニアが北欧アイデンティティを持つべきだという考えは、エストニア民族主義の議論の一部となっている。

### 歌う革命
1987年から、エストニア民族主義は、多くの自発的かつ非暴力的な大規模デモという形で再び台頭し、最終的には1991年8月にエストニアが完全に独立を回復するに至った。類似の出来事はラトビアやリトアニアでも発生している。

## 21世紀のエストニア民族主義
現在、民族主義を厳密に掲げる政党はエストニア保守人民党（EKRE）とエストニア独立党である。
エストニア民族主義の最も重要な表現の一つは、世界最大級のアマチュア合唱イベントの一つであり、5年に一度7月に開催される全国歌謡祭である。
2019年のエストニア議会選挙後、民族主義政党EKREは初めて連立政権に参加した。

## 関連ページ
- Estonian national awakening
- Latvian National Awakening
- Finnish nationalism
- 歌う革命
- 民族ロマン主義
- Russian nationalism
- German nationalism

## 参照
1. ↑  Raun, Toivo U. (January 2003). “Nineteenth and early twentieth century Estonian nationalism revisited”. Nations and Nationalism (Wiley) 9 (1):  129–147. doi:10.1111/1469-8219.00078.
2. ↑  Suny, Ronald Grigor (1993). The Revenge of the Past: Nationalism, Revolution, and the Collapse of the Soviet Union. Stanford University Press. p. 52. ISBN 9780804779265
3. ↑  Miljan, Toivo (2004). Historical Dictionary of Estonia. Scarecrow Press. p. 178. ISBN 9780810865716
4. ↑  Jakobson, Carl Robert[リンク切れ]
5. ↑  Bonne Luck Aulik, "Estonia's emerging nationalism and cultural independence", Drew University, 1994, p. 164
6. ↑  [リンク切れ]
7. ↑  Estonia - Encyclopedia.com
8. ↑  Estonian partisans[リンク切れ]
9. ↑  The Estonian partisans - - www.estonianpartisans.com.ee[リンク切れ]
10. 1 2  Wilson, Andrew. Estonian Nationalism in the 1990s: A Minority Faith. Cambridge University Press. London: 1997. 51.
11. ↑  Kuldkepp, Mart (2013). “The Scandinavian Connection in Early Estonian Nationalism” (英語). Journal of Baltic Studies 44 (3):  313–338. doi:10.1080/01629778.2012.744911. ISSN 0162-9778.

## 関連文献
- Ernst B. Haas, "Nationalism, Liberalism, and Progress", Cornell University Press, 1997, ISBN 0801431085
- Ronald Grigor Suny, Revenge of the Past: Nationalism, Revolution, and the Collapse of the Soviet Union", Stanford University Press, 1993, ISBN 0804722471